# Johann Földi

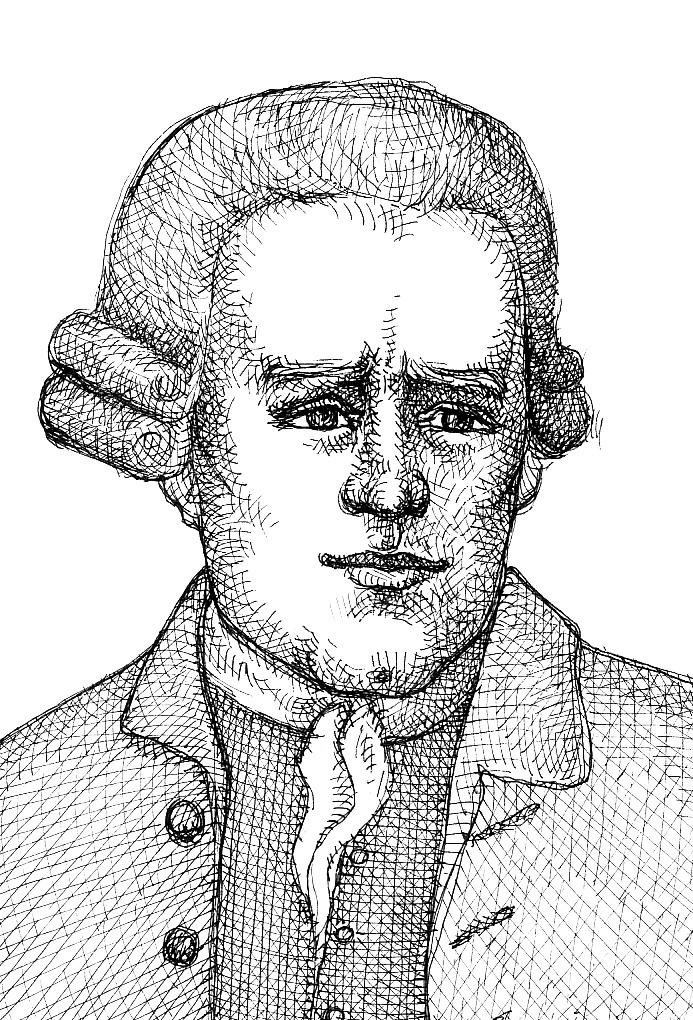
Zeichnung von Johann Földi

Johann Földi (* 25. Dezember 1755 in Szalárd im Biharer Komitat; † 6. April 1801 in Hadhaz) war ein ungarischer Arzt, Sprachwissenschaftler und Naturwissenschaftler.

## Leben
Földi verlor früh beide Eltern. Er besuchte die Schulen in seinem Geburtsort. Ab 1773 setzte er seinen Schulbesuch in Debrecen fort. Er zog nach Baránd und später als Lehrer nach Halas. Ab 1784 lebte er in Pest und studierte Medizin. 1788 promovierte Földi zum Dr. med. Eine weitere Station seines Lebensweges war das Komitat Sathmar. Hier praktizierte er bis 1791 und erhielt eine Berufung zum Physikus. Földi beschäftigte sich hier intensiv mit den Naturwissenschaften. Außerdem war er mit der Untersuchung und Ausbildung seiner Muttersprache beschäftigt. Hiermit traf Földi auf taube Ohren. Erst etwa 30 Jahre nach seinem Tode lehrte man die ungarische Sprache in allen Schulen. 1848 war sie als Vortragssprache in Ungarn anerkannt. Sie wich dann der deutschen Sprache. Ab 1860 wurde Ungarisch als obligat gelehrt.
Földi war Mitglied der Jenaischen Gesellschaft für Mineralogie und Verfasser einer ungarischen Grammatik.

## Werke
- Rövid kritika es rajzo- lat a magyar füvész tudományról (Kurze Kritik und Darstellung der ungarischen Botanik). Wien 1793.
- Naturgeschichte, die Zoologie enthaltend, Band 1, Pressburg 1801
- Kurze Kritik und Skizzen über ungarische Pflanzenkunde. Wien 1763